# Torneio Norte-Nordeste 1969
In 1969 werd het tweede Torneio Norte-Nordeste gespeeld voor voetbalclubs uit Braziliaanse regio's noord en noordoost. De competitie werd gespeeld van 28 september tot 21 december. Ceará werd kampioen. 

## Regio Noordoost

### Groep 1
| Plaats | Club      | Wed. | W | G | V | Saldo | Ptn. |
| ------ | --------- | ---- | - | - | - | ----- | ---- |
| 1.     | Galícia   | 11   | 9 | 1 | 1 | 31:9  | 19   |
| 2.     | CSA       | 12   | 6 | 2 | 4 | 22:17 | 14   |
| 3.     | Náutico   | 12   | 5 | 2 | 5 | 16:14 | 12   |
| 4.     | CRB       | 12   | 4 | 4 | 4 | 19:20 | 12   |
| 5.     | Feira     | 12   | 2 | 6 | 4 | 11:17 | 10   |
| 6.     | Sergipe   | 12   | 3 | 3 | 6 | 10:19 | 9    |
| 7.     | Confiança | 11   | 2 | 2 | 7 | 13:26 | 6    |

|  | Geplaatst voor finalegroep |

### Groep 2
| Plaats | Club             | Wed. | W | G | V | Saldo | Ptn. |
| ------ | ---------------- | ---- | - | - | - | ----- | ---- |
| 1.     | Sport do Recife  | 12   | 8 | 3 | 1 | 21:8  | 19   |
| 2.     | Ceará            | 12   | 6 | 3 | 3 | 17:13 | 15   |
| 3.     | Fortaleza        | 12   | 5 | 3 | 4 | 15:15 | 13   |
| 4.     | ABC              | 12   | 5 | 3 | 4 | 14:11 | 13   |
| 5.     | América de Natal | 12   | 3 | 4 | 5 | 16:19 | 10   |
| 6.     | Treze            | 12   | 1 | 6 | 5 | 14:24 | 8    |
| 7.     | Botafogo         | 12   | 3 | 0 | 9 | 18:25 | 6    |

|  | Geplaatst voor finalegroep |

### Finalegroep
| Plaats | Club            | Wed. | W | G | V | Saldo | Ptn. |
| ------ | --------------- | ---- | - | - | - | ----- | ---- |
| 1.     | Ceará           | 6    | 2 | 3 | 1 | 10:7  | 7    |
| 2.     | Galícia         | 6    | 1 | 5 | 0 | 4:3   | 7    |
| 3.     | CSA             | 6    | 2 | 2 | 2 | 5:6   | 6    |
| 4.     | Sport do Recife | 6    | 0 | 4 | 2 | 4:7   | 4    |

|  | Geplaatst voor finale |

## Regio Noord

### Groep 1

#### Groep Piauí
| Plaats | Club     | Wed. | W | G | V | Saldo | Ptn. |
| ------ | -------- | ---- | - | - | - | ----- | ---- |
| 1.     | Flamengo | 10   | 8 | 1 | 1 | 21:9  | 17   |
| 2.     | Ríver    | 10   | 3 | 2 | 5 | 19:22 | 8    |
| 3.     | Piauí    | 10   | 3 | 1 | 6 | 17:19 | 7    |

|  | Geplaatst voor finalegroep |

#### Groep Maranhão
| Plaats | Club           | Wed. | W | G | V | Saldo | Ptn. |
| ------ | -------------- | ---- | - | - | - | ----- | ---- |
| 1.     | Ferroviário    | 9    | 6 | 1 | 2 | 14:8  | 13   |
| 2.     | Sampaio Corrêa | 10   | 3 | 2 | 5 | 13:16 | 8    |
| 3.     | Maranhão       | 9    | 2 | 1 | 6 | 13:23 | 5    |

|  | Geplaatst voor finalegroep |

### Groep 2

#### Groep Pará
| Plaats | Club      | Wed. | W | G | V | Saldo | Ptn. |
| ------ | --------- | ---- | - | - | - | ----- | ---- |
| 1.     | Remo      | 10   | 8 | 1 | 1 | 19:6  | 17   |
| 2.     | Tuna Luso | 10   | 4 | 4 | 2 | 16:9  | 12   |
| 3.     | Paysandu  | 10   | 3 | 5 | 2 | 15:10 | 11   |

|  | Geplaatst voor finalegroep |

#### Groep Amazonas
| Plaats | Club     | Wed. | W | G | V | Saldo | Ptn. |
| ------ | -------- | ---- | - | - | - | ----- | ---- |
| 1.     | Nacional | 10   | 4 | 2 | 4 | 10:15 | 10   |
| 2.     | Olímpico | 10   | 2 | 2 | 6 | 7:17  | 6    |
| 3.     | Fast     | 10   | 1 | 2 | 7 | 11:21 | 4    |

|  | Geplaatst voor finalegroep |

### Finalegroep
| Plaats | Club        | Wed. | W | G | V | Saldo | Ptn. |
| ------ | ----------- | ---- | - | - | - | ----- | ---- |
| 1.     | Remo        | 6    | 3 | 2 | 1 | 9:5   | 8    |
| 2.     | Ferroviário | 6    | 3 | 1 | 2 | 7:7   | 7    |
| 3.     | Nacional    | 6    | 1 | 3 | 2 | 7:7   | 5    |
| 4.     | Flamengo    | 6    | 1 | 2 | 3 | 3:7   | 4    |

|  | Geplaatst voor finale |

## Finale
|       | Placar |       |
| ----- | ------ | ----- |
| Remo  | 2-1    | Ceará |
| Ceará | 3-2    | Remo  |
| Ceará | 3-0    | Remo  |

### Kampioen
| Torneio Norte-Nordeste de 1969 |
| Ceará                          |
| ------------------------------ |
| CEARÁ Kampioen (1° titel)      |